# Henry Neville (5e comte de Westmorland)
Henry Neville, 5e comte de Westmorland (1525–août 1563) est un pair anglais, membre de la Chambre des lords et chevalier de la Jarretière.

## Biographie
Il est né en 1525, le fils aîné de Ralph Neville (4e comte de Westmorland) et de sa femme, Katherine Stafford, fille d'Edward Stafford (3e duc de Buckingham) et d'Éléonore Percy.
Henry Neville est fait chevalier en 1544 et hérite du comté de son père en 1550. Il est nommé membre du Conseil privé vers 1552 et ambassadeur en Écosse la même année. Il devient chevalier de la Jarretière et lord-lieutenant de Durham le 7 mai 1552. À la mort d'Édouard VI, Neville soutient Marie Ire et participe à sa cérémonie de couronnement. De janvier 1558 à décembre 1559, il est lieutenant-général du nord.
Il épouse Anne Manners, fille de Thomas Manners (1er comte de Rutland). Leur fille Eleanor épouse William Pelham. Il se remarie avec Jane, la fille de Roger Cholmeley puis avec sa sœur Margaret, la veuve d'Henry Gascoigne.
Henry Neville meurt en août 1563 et est remplacé par son fils avec Anne Manners, Charles Neville (6e comte de Westmorland).